# 桃山 (臺灣)

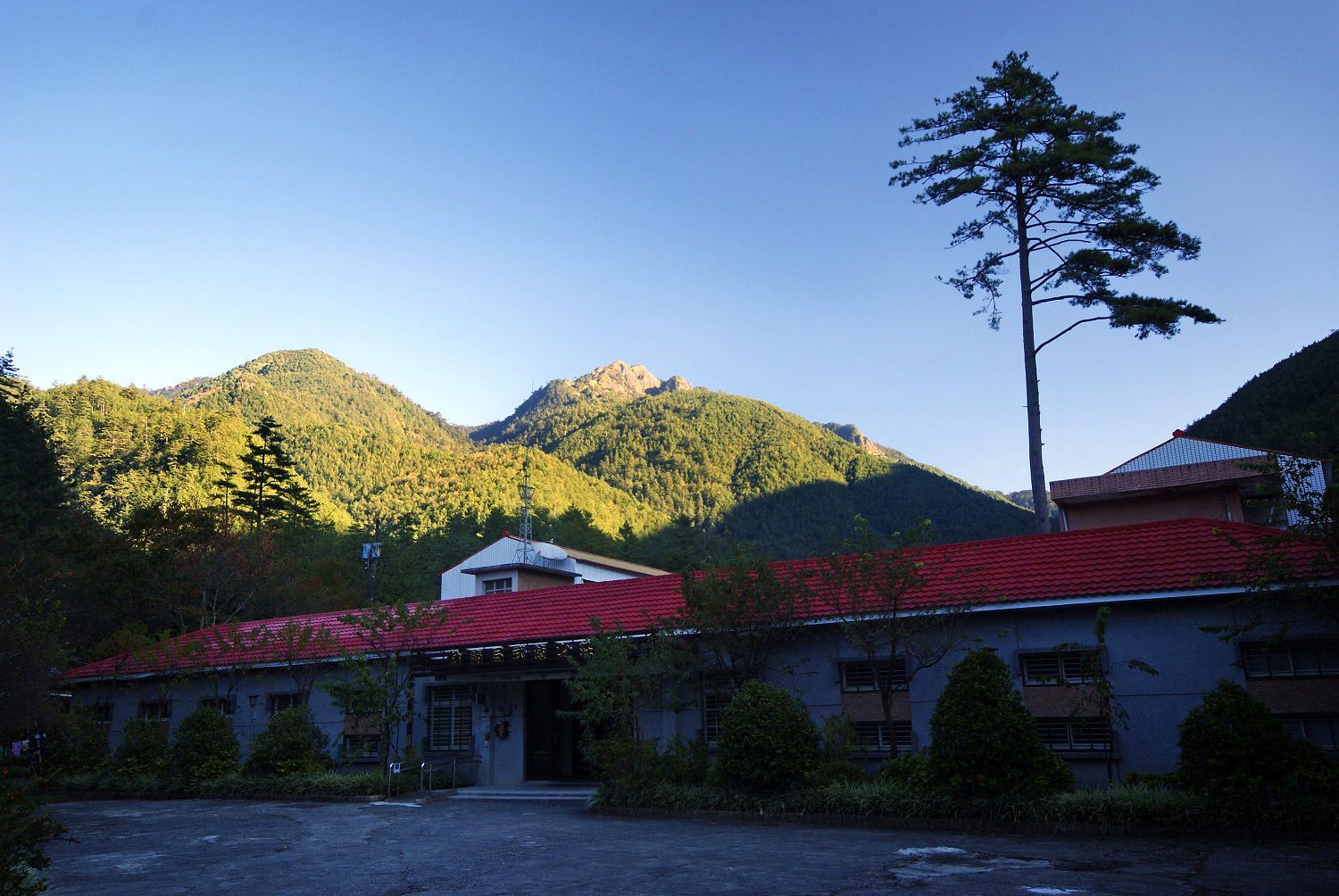
武陵山莊後的桃山（圖中山峰）

桃山是臺灣雪山山脈北段主脊北東稜上的高山，海拔高度3,325公尺，處於七家灣溪谷地源頭、武陵農場北方，為武陵四秀之一、台灣百岳排名第48，山頂有三等三角點6327號；位於臺中市和平區平等里與新竹縣尖石鄉玉峰村之間，稜線是臺中市與新竹縣分界，在雪霸國家公園東側邊緣。

## 名由
馬里闊丸（Mrqwang）群泰雅語稱桃山為、:152。葛菈拜群（Klapay）泰雅語稱，指此山周遭有大片長著芒草的圓形區域:38。環山、松茂一帶部落的泰雅語稱，意為「桃子山」:38。溪頭（Mnibu）群泰雅語稱:158，意為「拳頭山」:上冊59-60。而山形自西南側展望狀似桃子，自日治時即以日文漢字依此命名。

## 山形
武陵四秀為位在武陵農場北側的四座百岳，登山口皆位於武陵農場內，分別為品田山、池有山、桃山及喀拉業山，其中又以桃山被公認為最秀麗的一座山。山形自西南側展望狀似桃子而得名。登山口位於武陵農場往桃山瀑布的路上，起初為松針之字型防火道，接下來視野漸開，接著是高山草坡，可俯視武農的廣闊視野。會被形容為百岳進階路線，是因雖然至桃山頂只有4.5公里的路程，但全程皆為上坡，需爬升1,400公尺。山頂視野廣闊，可見前方的雪山圈谷、直達大霸、小霸尖山的聖稜線、北一段的南湖大山、中央尖山環繞。

## 攀登路線
要攀登桃山，可經由武陵四秀路線往品田山及池有山登山口開始攀登，在三岔營地後右轉攀登桃山，之後可順登武陵四秀中的喀拉業山，另一路線可由詩崙溪和桃山西溪之登山口起攀，約4.5公里到達桃山山頂，可順登詩崙山及喀拉業山，自桃山山頂至喀拉業山輕裝來回約四至五小時。